# Dansk Handel & Service
Dansk Handel & Service (DHS), var en dansk arbejdsgiverorganisation, der arbejdede for at skabe optimale konkurrencevilkår for handels- og servicesektoren i Danmark. 1. januar 2007 fusionerede Dansk Handel & Service med interesseorganisationen HTSI under navnet Dansk Erhverv.
DHS var medlem af Dansk Arbejdsgiverforening og repræsenterede ca. 6.000 danske virksomheder, som foruden detailhandel blandt andet var vikarbureauer, reklamebureauer og it-virksomheder.
Foreningen blev grundlagt i 1993 ved en fusion af Butik og Kontor Arbejdsforeningen, stiftet 1966, og Detailhandelens Fællesråd, der var opstået i 1991 ved sammenlægning af Butikshandelens Fællesråd, stiftet 1954, og Organisationen af Detailkæder, stiftet 1973. Foreningens største forhandlingsmodpart på arbejdsmarkedet var HK.